# Ilex baracoensis
Ilex baracoensis är en järneksväxtart som beskrevs av A. Borhidi. Ilex baracoensis ingår i släktet järnekar, och familjen järneksväxter. Inga underarter finns listade i Catalogue of Life.